# Régime général des transports routiers
Le Régime général des transports routiers (ou RGTR en abrégé) est un système de transports en commun interurbain opérant dans le Grand-Duché de Luxembourg, placé sous l'autorité du ministère de la Mobilité et des Travaux publics de ce même État.
Créé en 1978, il unifie les différentes lignes de transport routier interurbain au Luxembourg depuis cette date, et ce d'autant plus depuis l'intégration du service d'autobus des CFL en 1996.
Le réseau est constitué en 2024 de 207 lignes régulières, sans compter les lignes scolaires. Les lignes scolaires intégrées au réseau sont celles assurant le transport scolaire vers les établissements de l'enseignement secondaire, en revanche le transport scolaire des établissements de l'enseignement fondamental est du ressort des communes.

## Histoire
Les premières lignes interurbaines au Luxembourg remontent au XIXe siècle où certains se lancèrent dans le transport hippomobile, tel Nikolas Weber, fondateur de la compagnie d'autocars Voyages Émile Weber en 1875.
La première ligne officielle en région Sud est ouverte en 1949 par Sales-Lentz.
L'histoire du RGTR se confond en partie avec celle du service d'autobus de la Société nationale des chemins de fer luxembourgeois (CFL). Ce dernier voit le jour en 1952 en complément des chemins de fer vicinaux, qui disparaissent le 24 septembre 1967. Dès lors naît le service coordonné CFL-CRL, entre les CFL et différents transporteurs privés regroupés au sein de la Compagnie routière luxembourgeoise (CRL),. Une autre association de transporteurs existait à cette époque : l'Aella.
Afin de simplifier les transports dans le grand-duché, le Régime général des transports routiers tel qu'il existe est créé le 25 février 1978 sur l'impulsion du ministre des transports Joseph Barthel, mettant fin au service coordonné CFL-CRL. L'Aella et la CRL s'engagent le 1er mars 1978 à fusionner dans un délai d'un an, ce qui donnera naissance à la Fédération luxembourgeoise des exploitants d'autobus et d'autocars (FLEAA) dont le premier conseil d'administration a lieu le 19 décembre. Le RGTR remplace aussi le Régime des services de transports autorisés de l'État. Le réseau ne comptait que quelques lignes, intégralement en territoire luxembourgeois.
En février 1986 une convention est signée entre les AVL et le RGTR concernant la mise en place du service coordonné permettant l'intégration de lignes RGTR au sein du réseau municipal de la capitale ; elle est remplacée par une autre en 2012.
Après une période d'indépendance, le RGTR n'ayant initialement pas reconduit l'accord CFL-CRL, les lignes du service d'autobus des CFL sont finalement coordonnées par le RGTR depuis le 15 mai 1996. Le 1er juillet suivant, un règlement grand-ducal supprime officiellement la notion de « services de substitution exploités par les CFL », hérité du remplacement par des autobus des anciennes lignes de chemin de fer à voie métrique par un service d'autobus exploité par les CFL.
Le 1er juin 2015, la suppression de la gare routière Hamilius au centre de la ville de Luxembourg a entraîné une refonte du réseau pour les lignes desservant la capitale, avec la mise en place de nouveaux terminus et la suppression des restrictions de montées et de descentes sur les lignes traversantes, pouvant être empruntées comme n'importe quelle ligne des AVL.
L'année 2017 voit la mise en place progressive des horaires en temps réel sur l'ensemble des lignes du réseau, lignes scolaires comprises, en trois phases : la première en février, la seconde en juin et la dernière en septembre. Enfin, la mise en service du tramway de Luxembourg le 10 décembre 2017 nécessite la refonte des lignes desservant le quartier du Kirchberg avec le rabattement de certaines lignes en provenance de l'est à Luxexpo ou à la gare routière Europe située derrière D'Coque.
Le 8 février 2018, le RGTR se dote de sa première ligne entièrement exploitée en bus électriques, de par l'équipement de la ligne 305 (Bettembourg-Dudelange) avec sept midibus VDL Citea électriques, appartenant à Pletschette autocars. En mai, le ministre des transports François Bausch estime que la flotte du RGTR sera « 100 % propre » d'ici 2030 ; en janvier 2019, le parc de véhicules « propres » devrait être composé de 30 bus électriques et de six bus hybrides, soit 3,6 % du parc. La ligne 290 (Luxembourg-Mersch) sera la seconde ligne équipée, à l'aide d'autobus Irizar standards et articulés d'ici fin 2018, engagés par le groupe Émile Weber via sa filiale Voyages Ecker. La flotte de bus électriques sera composée de 70 véhicules en 2019.

### Restructuration du réseau entre 2020 et 2022
En novembre et décembre 2016, le département des transports du ministère du Développement durable et des Infrastructures présente à la population, lors d'une tournée du ministre François Bausch à travers le pays, le projet de restructuration du réseau du RGTR. L'objectif de cette restructuration sera de réorganiser le réseau autour de pôles de correspondances répartis dans tout le pays et de rationaliser l'offre en supprimant les lignes peu fréquentées (60 % des voyageurs transportés sont concentrés sur seulement 27 lignes sur un réseau qui en compte 342 en tout et pour tout), mais aussi de revoir complètement le système d'attribution des concessions aux opérateurs privés, effectués actuellement sans appel d'offres et sans contrôle ; l'équipement de l'ensemble des véhicules en Wi-Fi est aussi évoquée.
Prévue initialement pour le 1er janvier 2018, elle est d'abord repoussée en 2019 ou 2020 (à partir de mi-2019 selon des annonces faites en octobre 2018, une mise en place complète est annoncée en 2021) afin de finaliser les modalités d'attribution des contrats de concessions avec les transporteurs,. En août 2019, il est annoncé que la première phase de la restructuration sera finalisée fin 2019 et aura lieu en mai 2020 pour une mise en place complète en septembre 2021,.
La mise en place du nouveau réseau est repoussée de quatre mois à cause de la pandémie de Covid-19 au Luxembourg : la première phase prévue pour mai 2020 est ainsi repoussée à septembre 2020 et la mise en place finale, prévue initialement en septembre 2021 est ainsi repoussée en janvier 2022.
L'ultime étape, la renumérotation des lignes, a lieu le 17 juillet 2022.
Les grandes lignes de cette remise à plat intégrale sont les suivantes,,, :
- Une réduction de 234 à 157 lignes régulières ;
- Quatre types de lignes : express, régionales, transversales, locales ;
- une numérotation tenant compte de l'axe principal (nord, est, sud et ouest) pour le chiffre des centaines et du type de service pour le chiffre des dizaines[21] ;
- une desserte sur les grands axes alternant les express et lignes « omnibus », comme pour le réseau ferroviaire ;
- un service assuré jusqu'à 23 h sur la majorité des lignes contre 21 h jusqu'à présent ;
- une meilleure adaptation du type de bus ou de car pour chaque ligne ;
- une dissociation de l'offre régulière de celle des spéciaux scolaires (plus de numérotation mélangée par exemple) ;
- la mise en place, dans les régions rurales, du transport à la demande ;
- la mise en place de la priorité aux feux et de voies réservées.

### Devenir des services usines et transfrontaliers
Le ministère de la Mobilité a décidé de supprimer au 12 février 2023 la plupart des services usines (indices se finissant par la lettre U) en raison de leur faible fréquentation, ce qui est vivement critiqué par les syndicats luxembourgeois, pointant un paradoxe environnemental puisque les horaires des usines ne sont pas forcément coordonnés sur ceux du réseau classique, au contraire de ces lignes dédiées, et qui pousserait les ouvriers à prendre leur voiture.
Le 13 décembre 2022, la suppression de ces lignes est repoussée tant qu'aucune alternative n'est mise en place et le comptage des voyageurs va être revérifié. Un an après, ce sont 13 lignes qui seront supprimées et remplacées par un renfort de l'offre régulière tandis que sept seront maintenues, solution jugée insuffisante par les syndicats OGBL et LCGB. Le 7 juillet 2024, les lignes restantes sont renumérotées (numéros se terminant par 91 ou 92) et intégrées au réseau RGTR classique.
Un autre sujet est le devenir des liaisons transfrontalières vers la France et l'Allemagne : le choix a été fait par le RGTR et son ministère de tutelle de se concentrer sur les liaisons structurantes et de laisser les dessertes locales aux opérateurs locaux, ainsi le RGTR s'arrêterait au parc relais de Mertzange en France, mais plus à Thionville.

### Affaire de détournement d'argent
En juillet 2025 une affaire de détournement de 23 millions d'euros des subventions du FEDER et du budget national pour l'année 2024, à destination des exploitants du réseau RGTR en vue de l'électrification de leur flotte, est révélée par le Parquet européen ; elle consiste à la facturation de courses comme ayant été effectuées en bus électrique alors qu'en réalité un véhicule hybride ou Diesel était utilisé. Le ministère de la Mobilité et des Travaux publics a été notamment perquisitionné.

## Réseau
Le réseau se compose en novembre 2024 de 207 lignes régulières, sans compter les lignes scolaires. Plusieurs lignes assurent des services transfrontaliers à destination de l'Allemagne, de la Belgique et de la France. En 2008, le RGTR transportait quotidiennement 124 000 voyageurs et parcourait près de 40 millions de kilomètres par an.
Le RGTR couvre la quasi-totalité des localités du pays, seules 15 d'entre elles et 322 habitants, selon un comptage de 2011, ne sont pas couvertes soit parce que la voirie ne permet pas le passage d'un bus soit en raison d'une très faible population.
Depuis le prolongement de la ligne de tramway à la gare centrale le 13 décembre 2020, il n'y a plus de lignes RGTR reliant cette dernière au quartier du Kirchberg, à l'exception de la navette Rocade-Kirchberg mais qui emprunte l'autoroute A1. Du 10 juin 2001 au 10 décembre 2017, cet ensemble de lignes se nommait Eurobus et pouvait être utilisé sans interdiction de trafic local en complément du réseau AVL ; le terme de lignes périurbaines a ensuite été utilisé,. De même, le « service coordonné AVL/RGTR » a disparu, la ville de Luxembourg étant devenue la seule autorité responsable du réseau AVL.

### Les lignes
Les lignes sont numérotées à partir du 17 juillet 2022 en respectant une certaine logique, :
- Axe principal, au départ de la capitale (1--).
  - 100 à 199 : Nord ;
  - 200 à 299 : Est, vers Echternach ;
  - 300 à 399 : Est, vers Wasserbillig ;
  - 400 à 499 : Est, vers Remich ;
  - 500 à 599 : Sud, vers Thionville ;
  - 600 à 699 : Sud, vers Esch-sur-Alzette ;
  - 700 à 799 : Sud, vers Pétange ;
  - 800 à 899 : Ouest, vers Steinfort ;
  - 900 à 999 : Ouest, vers Redange-sur-Attert.
- Type de service (-1-).
  - 0 : Lignes express, reliant les pôles majeurs du pays à la capitale (ou la Nordstad pour le cas des pôles du nord du pays) avec un nombre réduit d'arrêts par localité ou zone d'activités (un seul en général) ;
  - 1 : Lignes régionales primaires, elles assurent le maillage du territoire avec une desserte « omnibus » de tous les arrêts rencontrés, en suivant les axes des lignes express ;
  - 2 : Lignes régionales secondaires, elles ont le même rôle que les lignes primaires, mais ne rejoignent la ville considérée comme destination finale d'un « axe » ;
  - 5 : Lignes transversales, elles assurent une liaison entre les pôles majeurs sans passer par la capitale ;
  - 3, 4, 6, 7, 8 et 9 : Lignes locales, elles assurent la liaison entre les régions rurales et les pôles les plus importants du secteur, elles sont synchronisées avec les lignes express et régionales.
  - Cas de l'axe Nord : les types de service sont organisés comme suit, à la différence des autres secteurs : numéros se terminant par 0 (sauf 110) pour les lignes principales, 113 à 118 pour le Nordstadbus et les autres lignes locales utilisent les autres numéros ;
  - Depuis 2024, les numéros en x9x (sauf 19x) sont attribués aux anciens services destinés aux usines (xxU)[29].
- Dernier chiffre (--1) : il n'existe pas de logique particulière.

### Arrêts

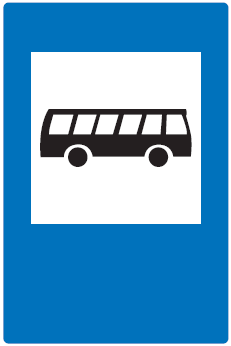
Panneau indiquant un arrêt de bus.

En 2013 le réseau compte 4 000 arrêts signalés par, au minimum, un poteau d'arrêt surmonté par le panneau réglementaire du code de la route annonçant de façon générale un arrêt de bus, le nom de l'arrêt et les fiches horaires. Il peut être complété par une aubette, dont le modèle varie d'une commune à l'autre, ces dernières en assurant la gestion, tout comme pour les poteaux d'arrêts.

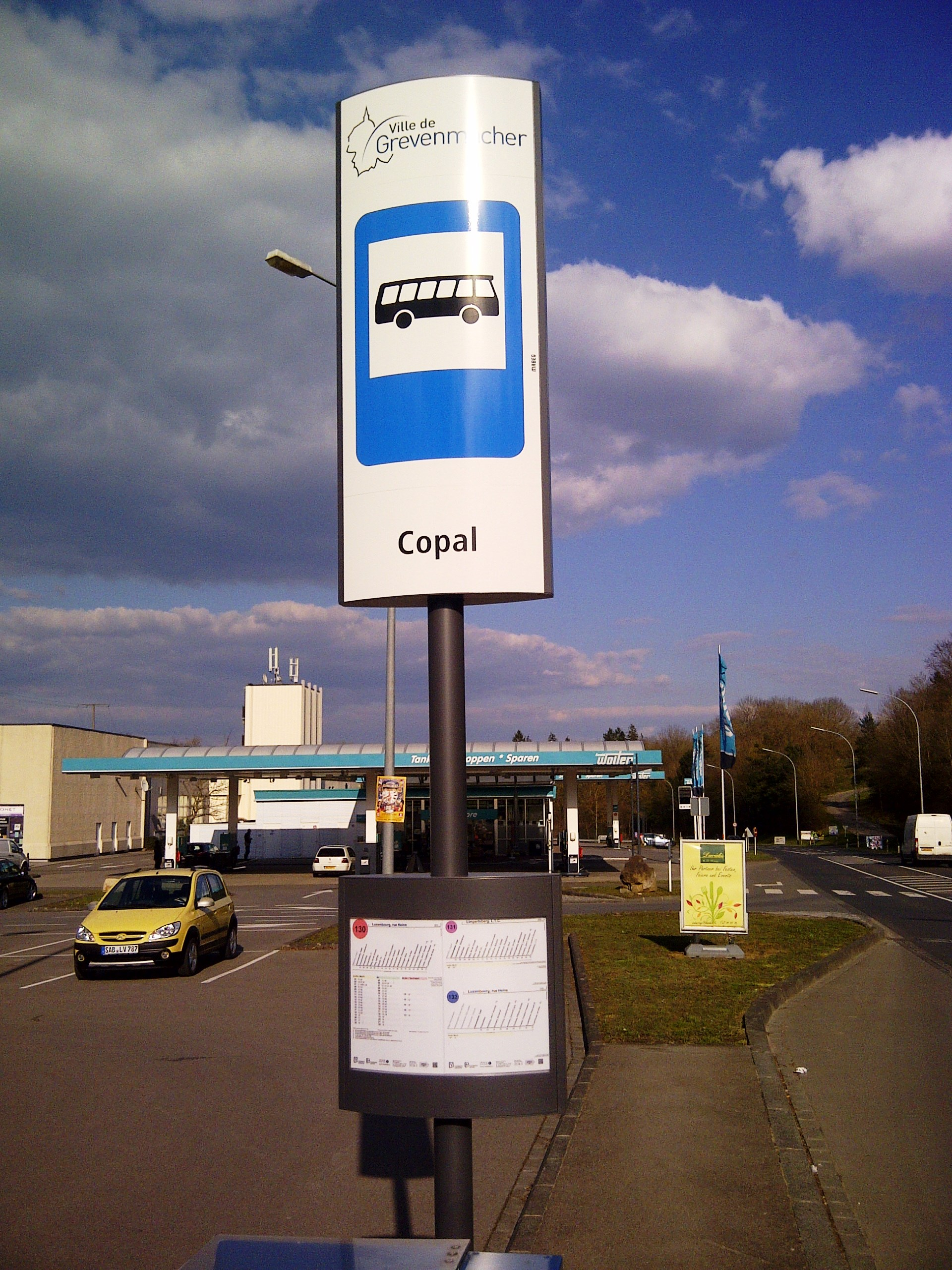
Un poteau d'arrêt à Grevenmacher. Notons que la commune y ajoute son logo.
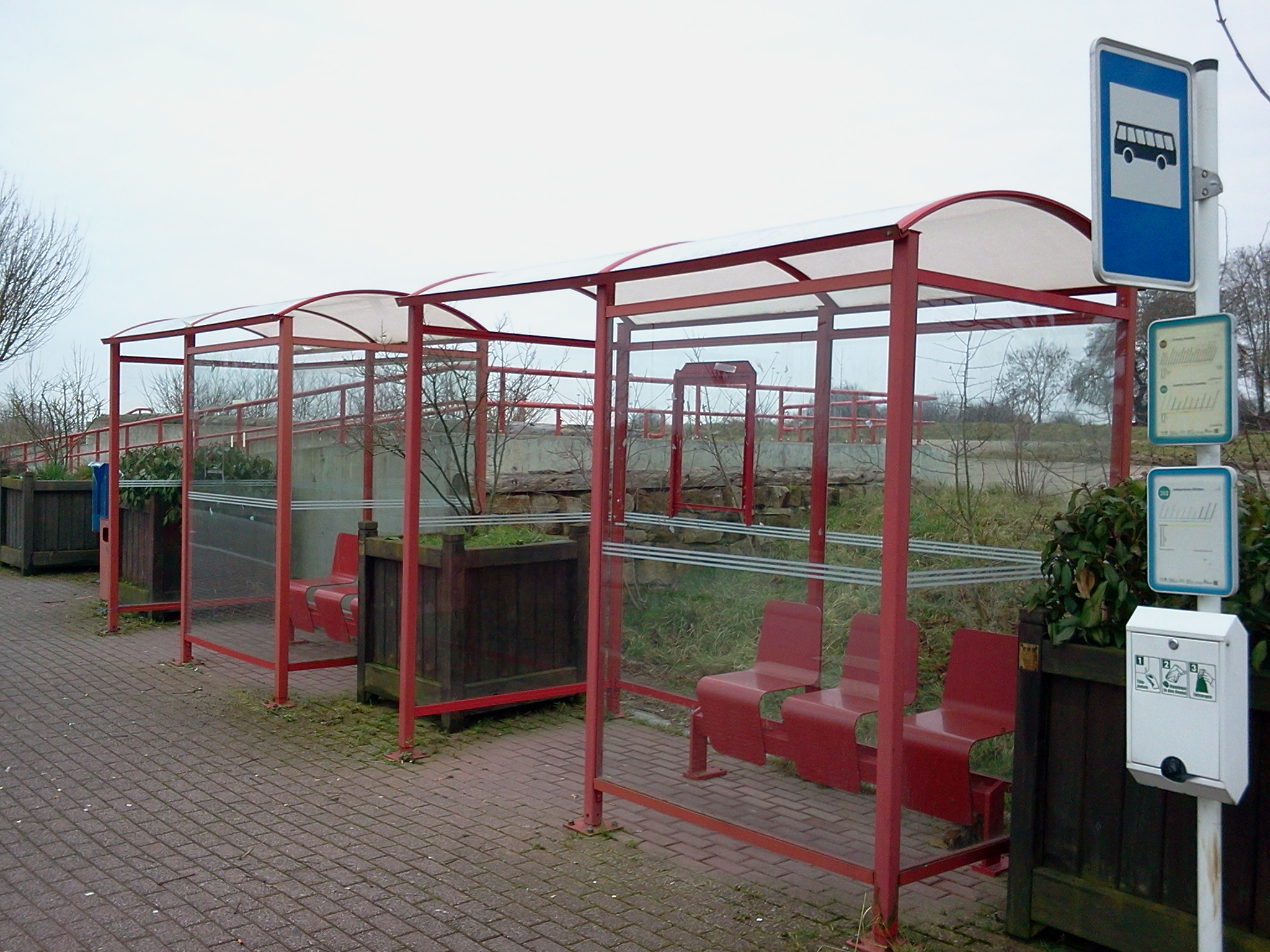
Aubettes et poteau à Frisange.
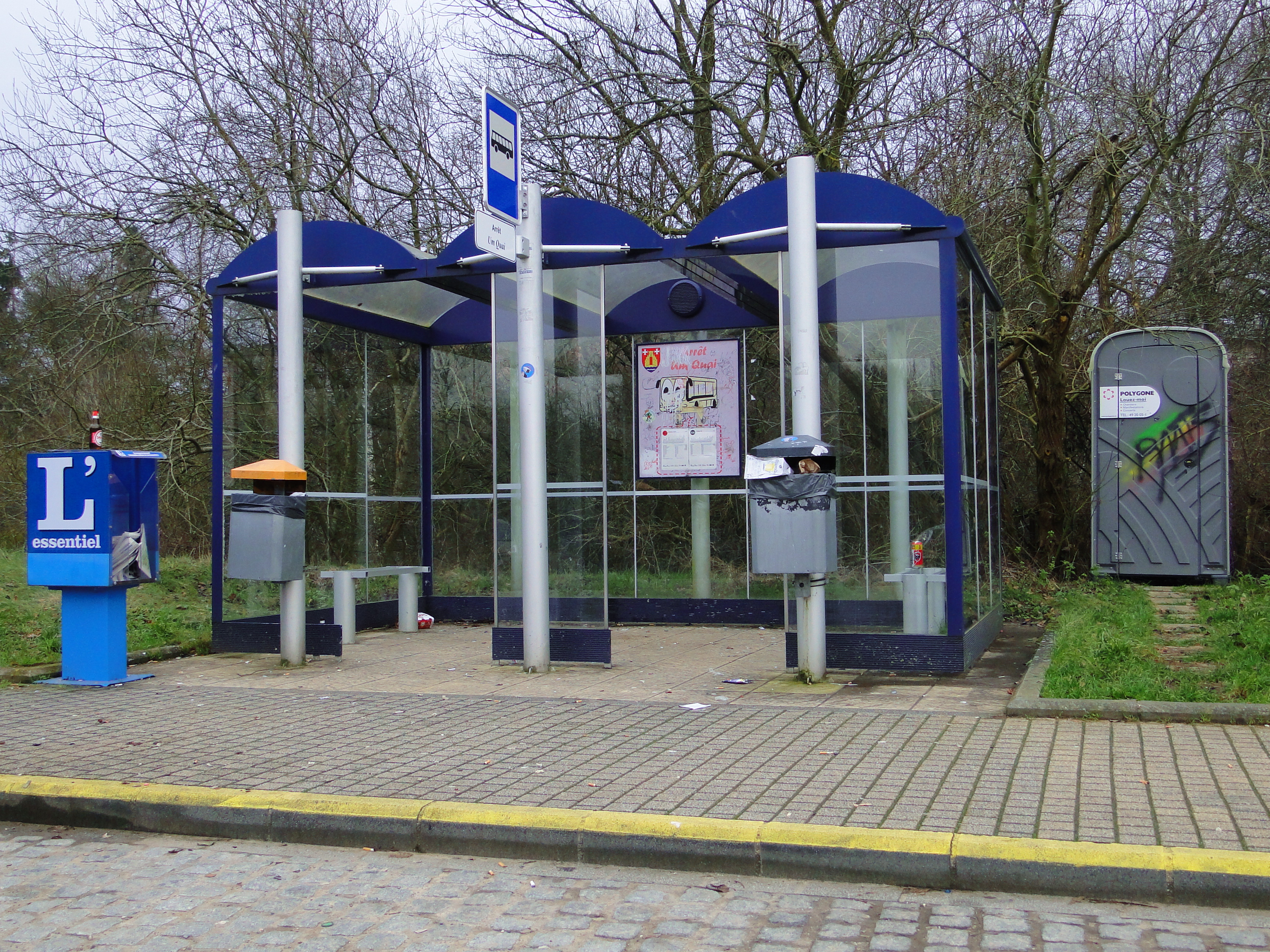
Aubette avec poteau d'arrêt intégré et affichage des horaires sous l'abri à Steinfort.
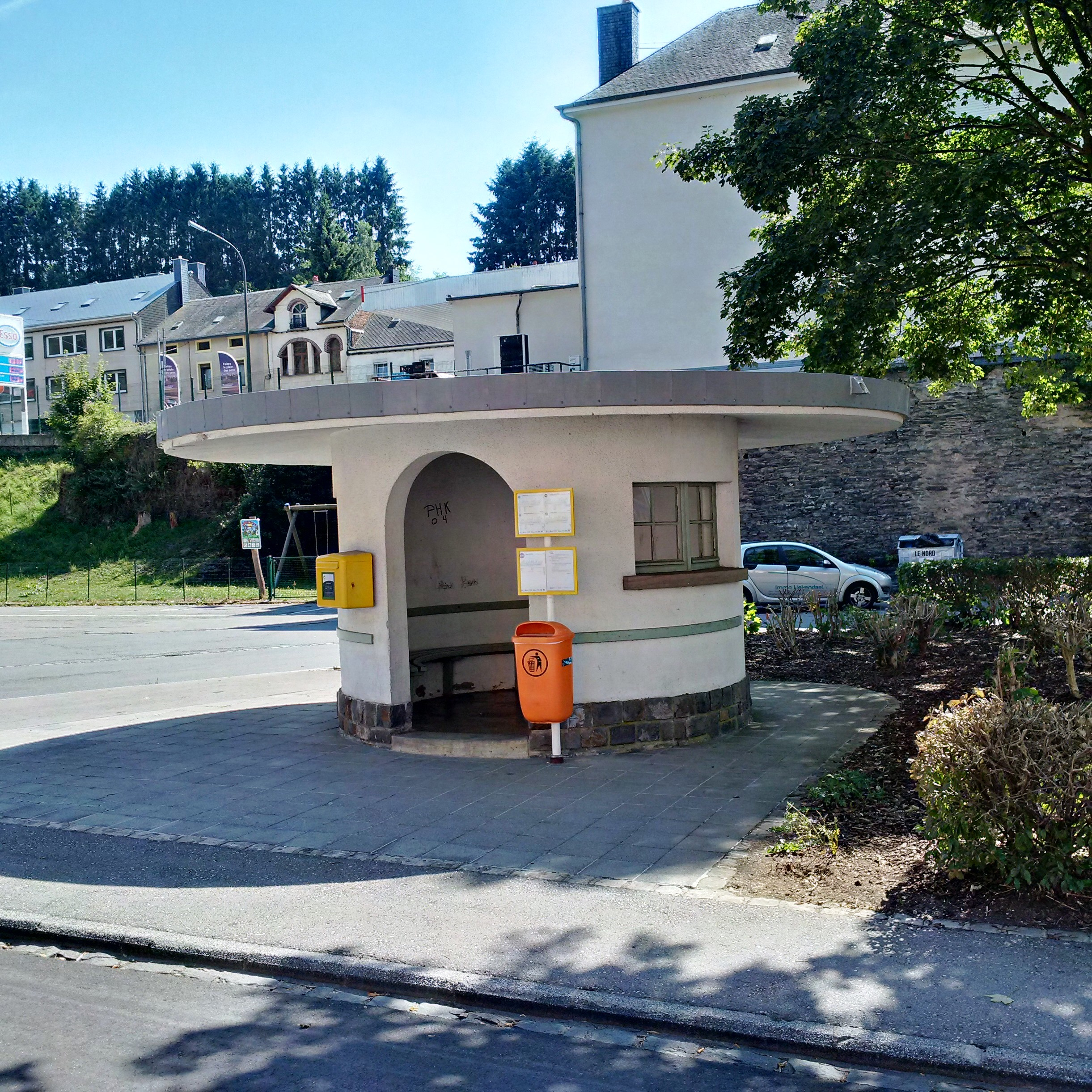
Si les aubettes sont généralement en acier, on en trouve en béton comme ici à Rombach...
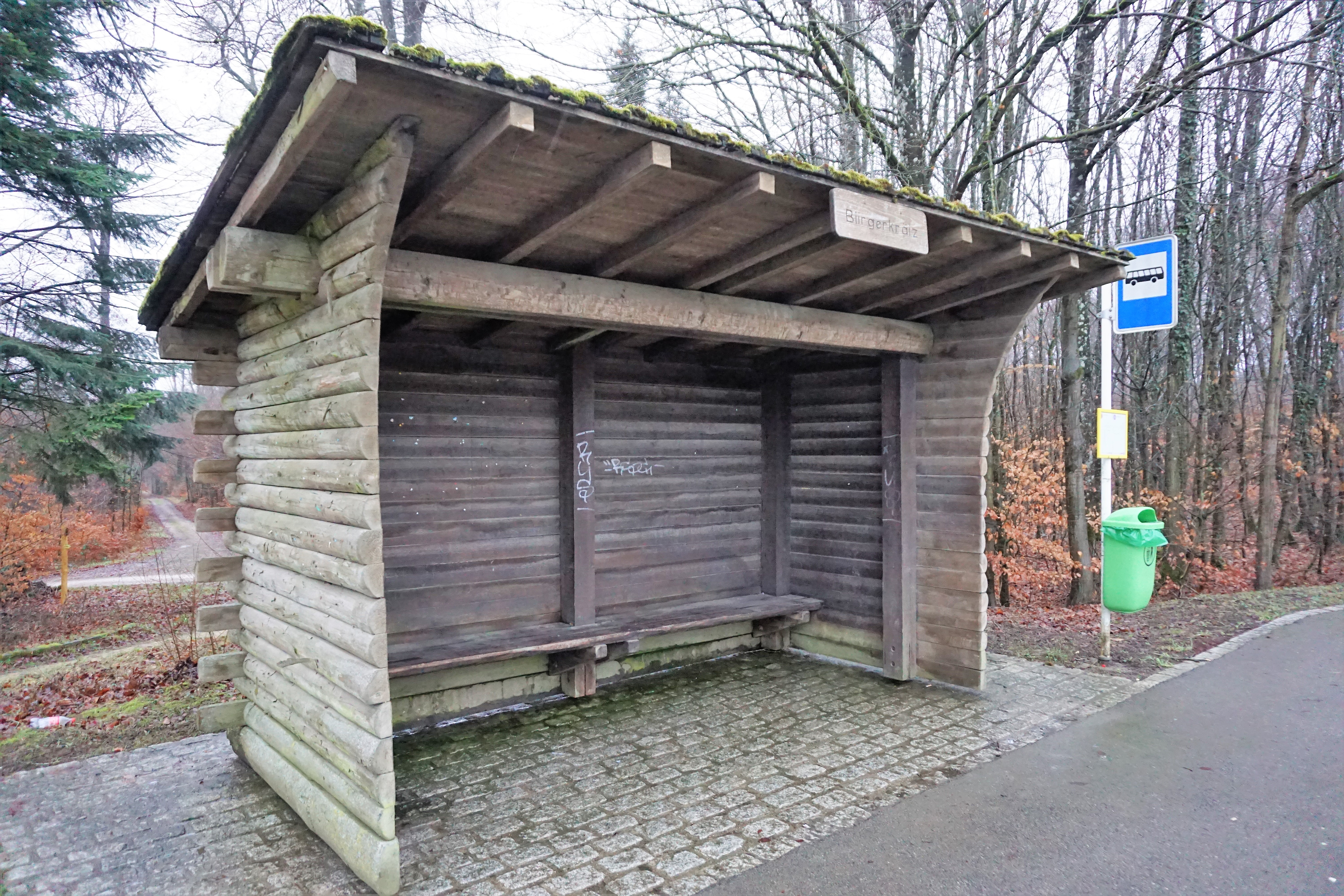
... ou même en bois, comme ici sur la commune de Kopstal.
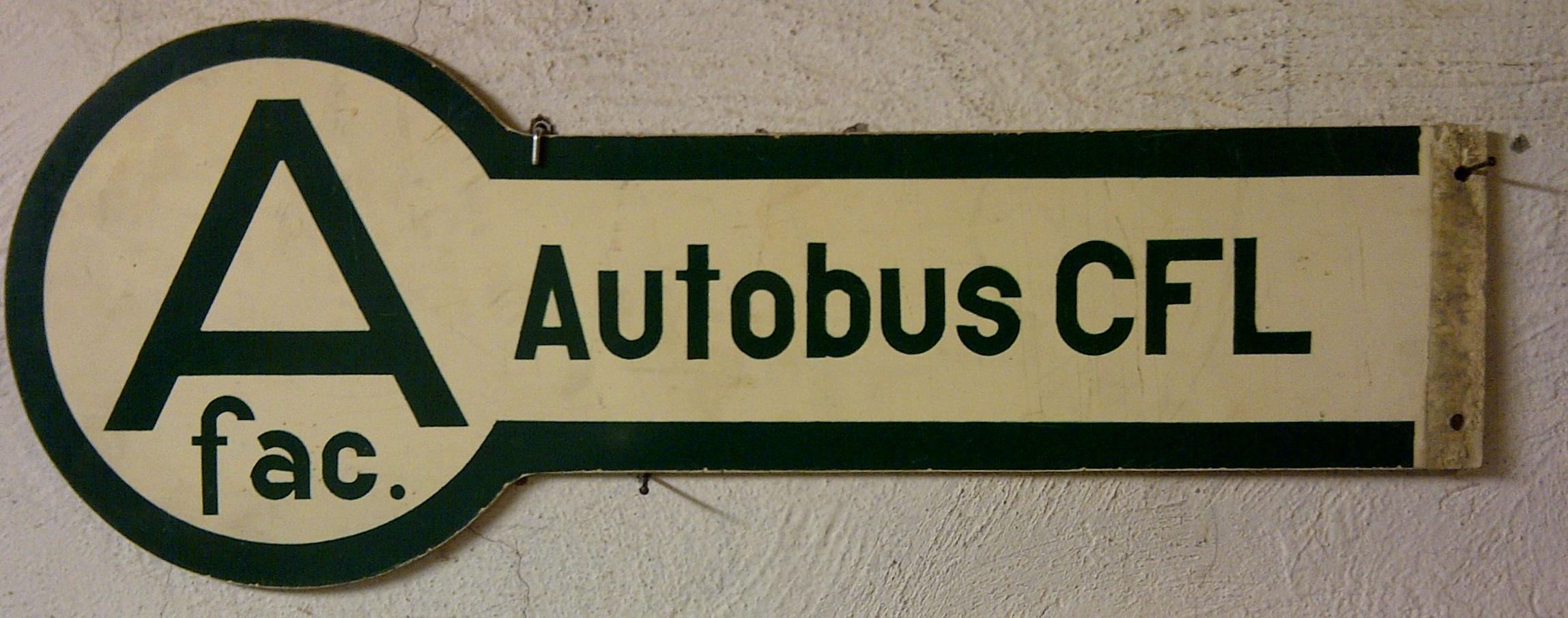
Ancienne plaque d'un arrêt du service d'autobus des CFL datant d'avant la création du RGTR.

## Exploitation

### Transporteurs
Le RGTR est exploité via 13 transporteurs désignés par appel d'offres par le ministère de la Mobilité et des Travaux publics. Parmi ces transporteurs on retrouve les CFL via leur service d'autobus, mais aussi Sales-Lentz, Autocars Émile Frisch, Voyages Émile Weber, etc..
Chaque transporteur assure le service avec ses véhicules et ses conducteurs, et assure la maintenance de ses véhicules dans ses propres installations. La grande majorité d'entre eux, sont regroupés au sein d'une association qui regroupe 22 entreprises, la Fédération luxembourgeoise des exploitants d'autobus et d'autocars (FLEAA),.
Dans le cadre de la réorganisation du réseau, un appel d'offres subdivisé en 32 lots, correspondant à un secteur géographique et/ou un groupe de lignes, a été passé en septembre 2020 pour l'exploitation des lignes. Dans l'ancien système, l'exploitation se fait à travers des contrats de service public valables pour une durée de dix ans renouvelable.
En mars et décembre 2022, les lots ont été attribués, :
- Lot 1 (Luxembourg - Lorraine) : Voyages Emile Weber
- Lot 2 (Ettelbruck - Diekirch - Vianden) : Autocars Meyers et Voyages Emile Weber
- Lot 3 (Luxembourg - Canton Redange) : Voyages Émile Weber
- Lot 4 (Ettelbruck - Canton Wiltz) : Sales-Lentz Autocars
- Lot 5 (Luxembourg - Trèves - Saarebourg – Grevenmacher) : Voyages Emile Weber
- Lot 6 (Luxembourg - Canton Capellen) : Demy Schandeler
- Lot 7 (Luxembourg - Remich - Sarre) : Voyages Emile Weber
- Lot 8 (Canton Capellen - Belgique - Luxembourg) : Demy Schandeler
- Lot 9 (Luxembourg - Ottange - Piennes – Briey) : Voyages Emile Weber
- Lot 10 (Luxembourg - Canton Esch-sur-Alzette) : Sales-Lentz Autocars
- Lot 11 (Wiltz – Redange-sur-Attert - Troisvierges) : Sales-Lentz Autocars
- Lot 12 (Ettelbruck - Canton Redange - Arlon) : Voyages Koob, Voyages Schmit et Demy Schandeler
- Lot 13 (Luxembourg - Mersch - Ettelbruck) : Voyages Émile Weber
- Lot 14 (Luxembourg - Aubange - Longwy) : Sales-Lentz Autocars
- Lot 15 (Clervaux - Bastogne - Wiltz - Troisvierges) : Sales-Lentz Autocars
- Lot 16 (Luxembourg - Canton Grevenmacher) : Voyages Émile Weber
- Lot 17 (Wiltz) : Voyages Émile Weber et Autocars Meyers
- Lot 18 (Canton Clervaux - Saint-Vith) : Sales-Lentz Autocars
- Lot 19 (Canton Mersch) : Sales-Lentz Autocars et Voyages Josy Clement
- Lot 20 (Canton Remich) : Voyages Emile Weber
- Lot 21 (Luxembourg - Leudelange - Itzig – Munsbach) : Voyages Emile Weber
- Lot 22 (Howald - Dudelange - Esch-sur-Alzette) : Voyages Émile Weber
- Lot 23 (Mersch - Medernach) : Voyages Émile Weber
- Lot 24 (Mersch - Medernach) : Voyages Josy Clement et Sales-Lentz Autocars
- Lot 25 (Grevenmacher - Echternach) : Voyages Émile Weber
- Lot 26 (Clervaux - Vianden) : Voyages Émile Weber et Autocars Meyers
- Lot 27 (Communes autour de Luxembourg-Ville) : Voyages Josy Clement
- Lot 28 (Nordstad) : Voyages Émile Weber
- Lot 29 (Remich - Grevenmacher - Konz – Junglinster) : Voyages Émile Weber
- Lot 31 (Diekirch - Echternach - Junglinster) : Voyages Émile Weber
- Lot 32 (Troine-Clervaux-Niederwampach) : Sales-Lentz Autocars

### Livrée des véhicules
Historiquement, chaque transporteur utilisait des véhicules à ses couleurs, il n'existait pas de livrée unique à quelques exceptions comme celle des lignes 115 et 116 (ex-509 et 512), regroupées commercialement sous les noms respectifs de Nordstadbus 2 et Nordstadbus 1, qui possèdent une livrée aux couleurs de la Nordstad.
En 2013, le ministère a organisé avec le lycée des arts et métiers (lb) de Luxembourg un concours, dont la lauréat est présenté en octobre, pour définir un nouveau logo et une livrée unifiée (jaune et blanche) pour l'ensemble des véhicules du RGTR. Toutefois, en 2017, si le nouveau logo a été déployé ce n'est pas le cas de la livrée unique présentée à l'époque à laquelle a été préférée en 2021 une autre livrée avec un motif commun mais des couleurs variant selon les transporteurs (du rouge sur les véhicules de Émile Weber par exemple) qui sera appliquée entre l'été 2021 et le printemps 2022 à l'ensemble des véhicules et outre le logo RGTR le logo du transporteur sera lui aussi présent.

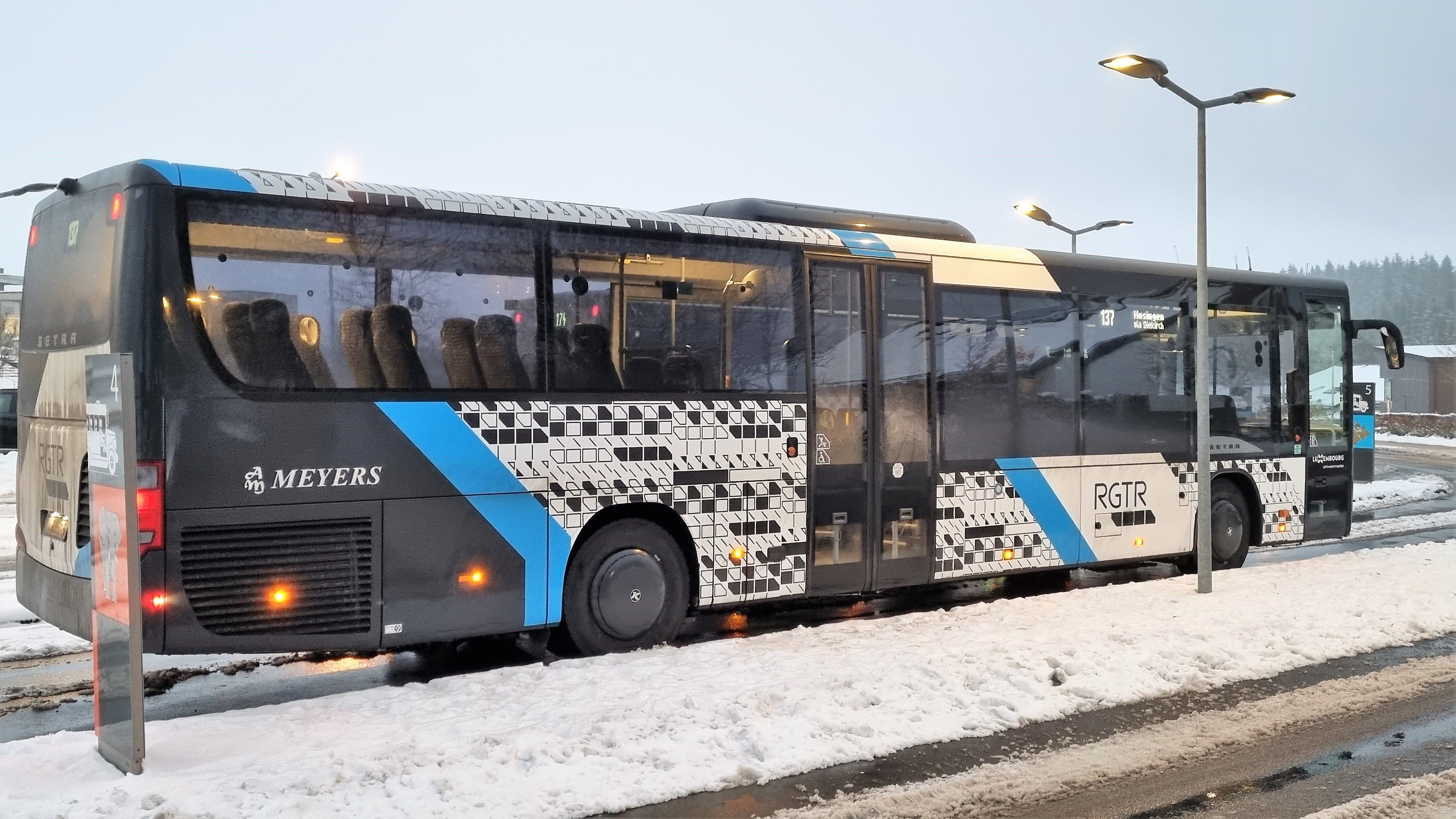
Livrée RGTR sur un autocar d'Autocars Meyers, bande bleue
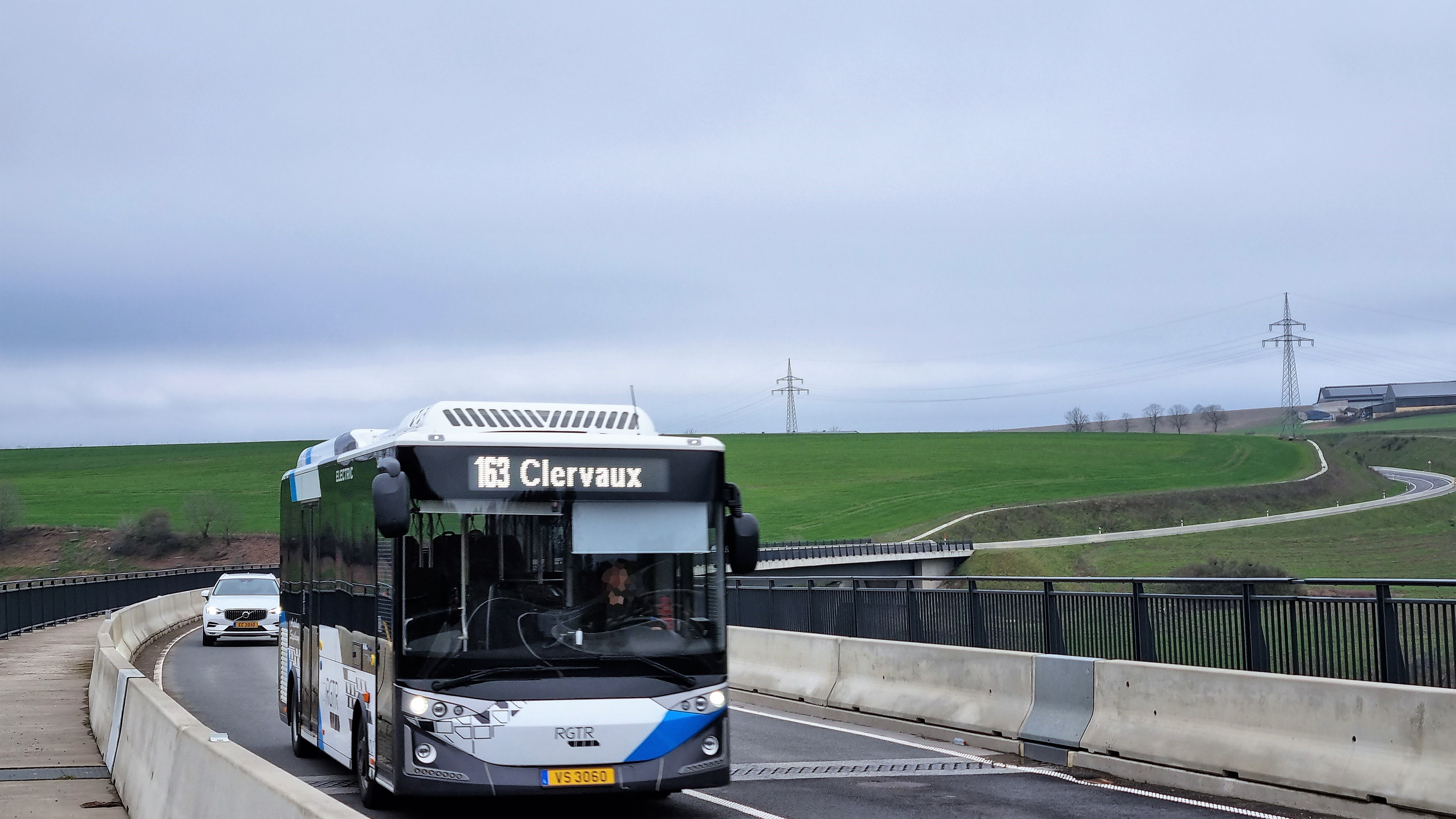
Livrée RGTR sur un autobus d'Autobus Stephany, bande bleue
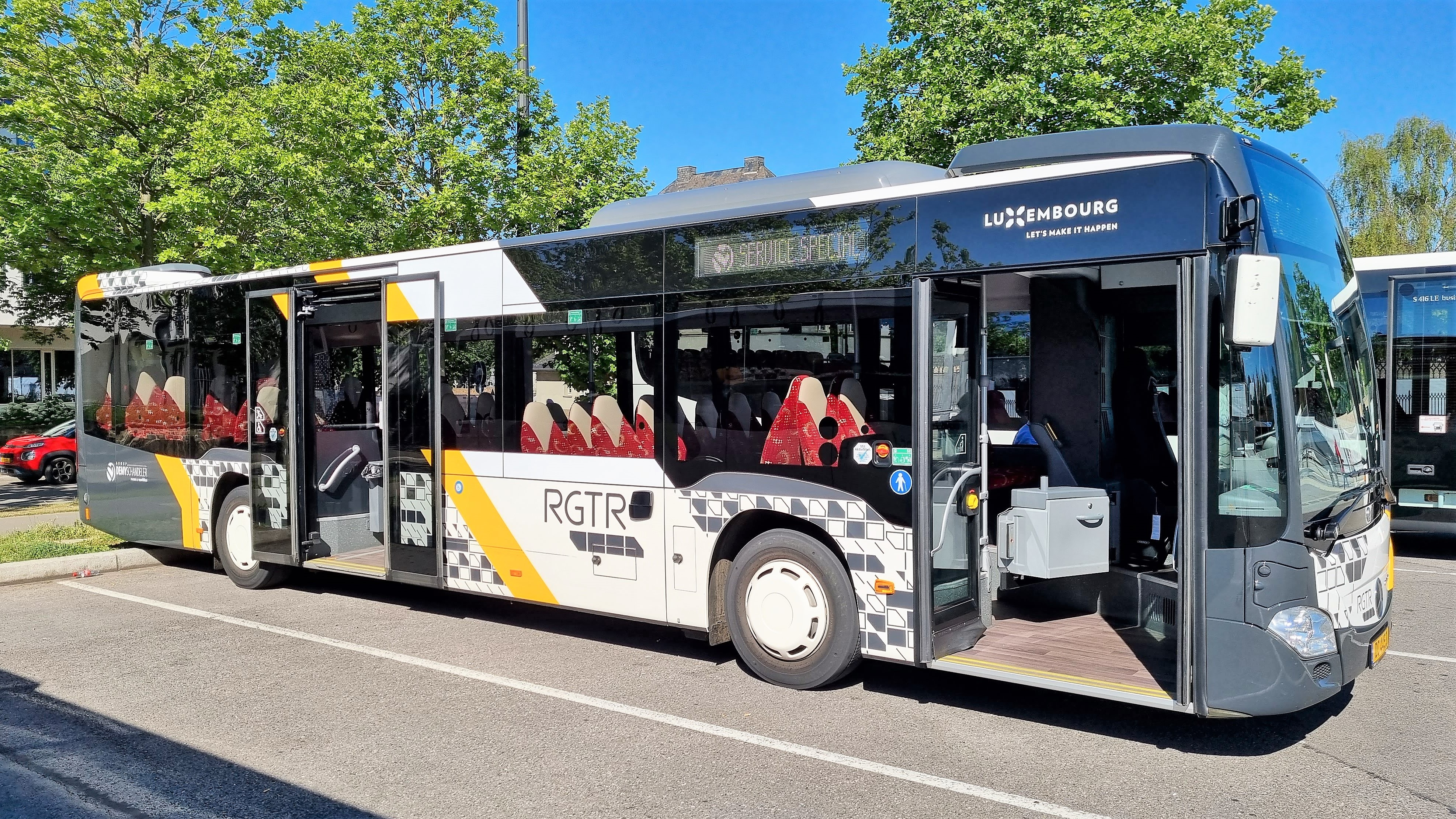
Livrée RGTR sur un autobus de Demy Schandeler, bande jaune
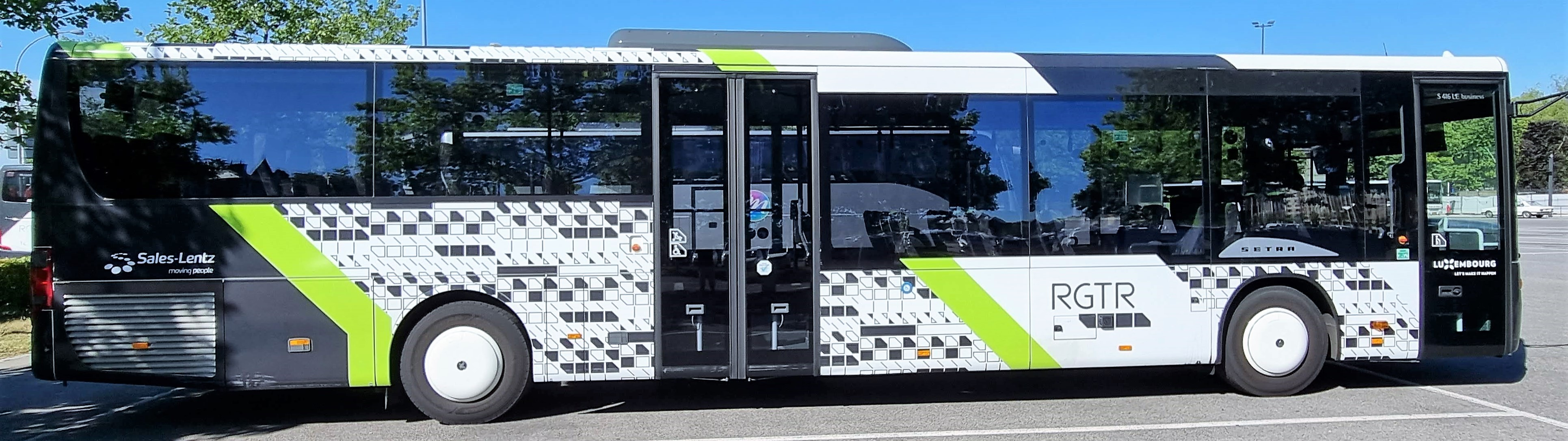
Livrée RGTR sur un autocar de Sales-Lentz, bande verte
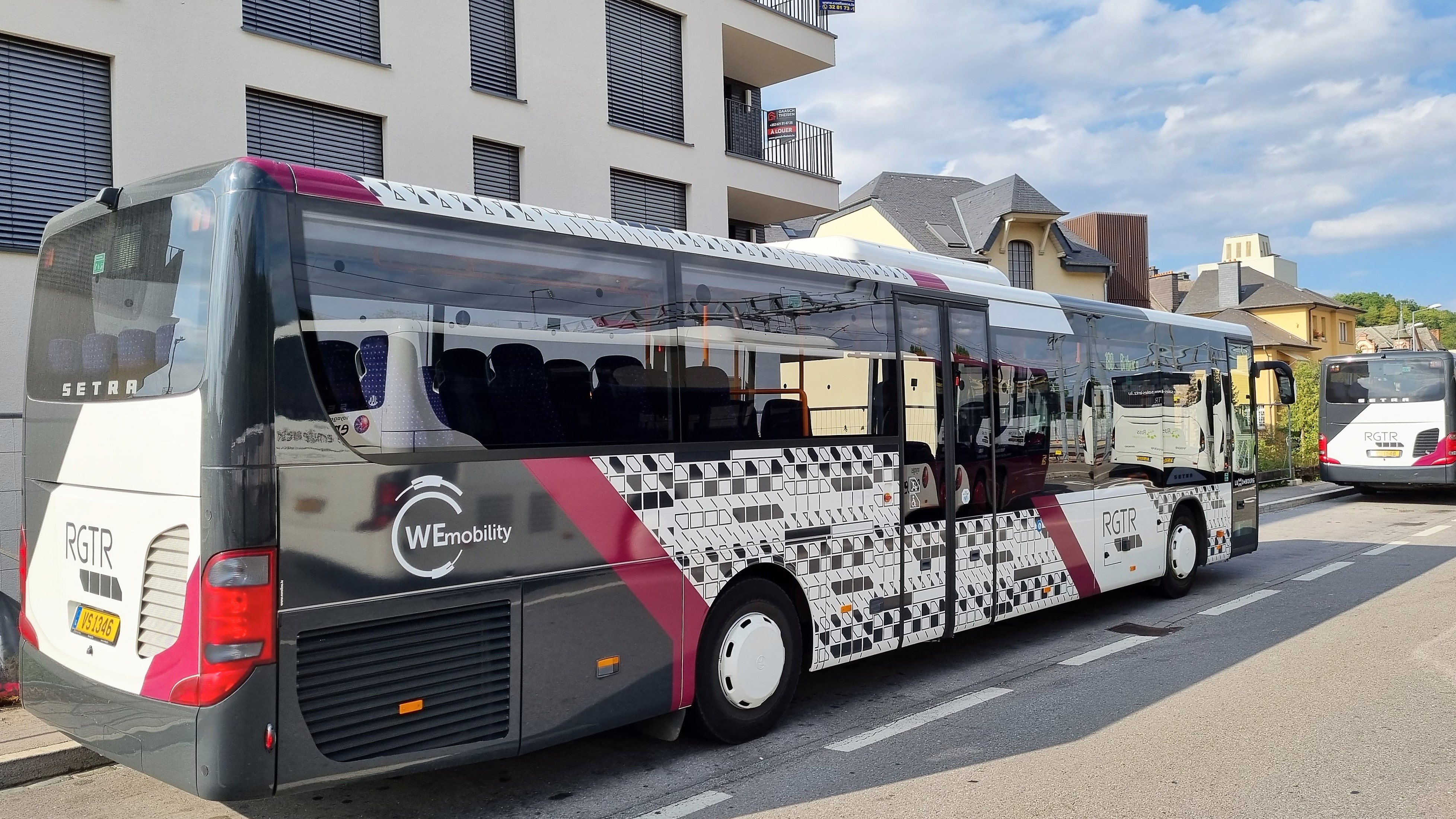
Livrée RGTR sur un autocar de Voyages Simon/WEmobility, bande fuchsia
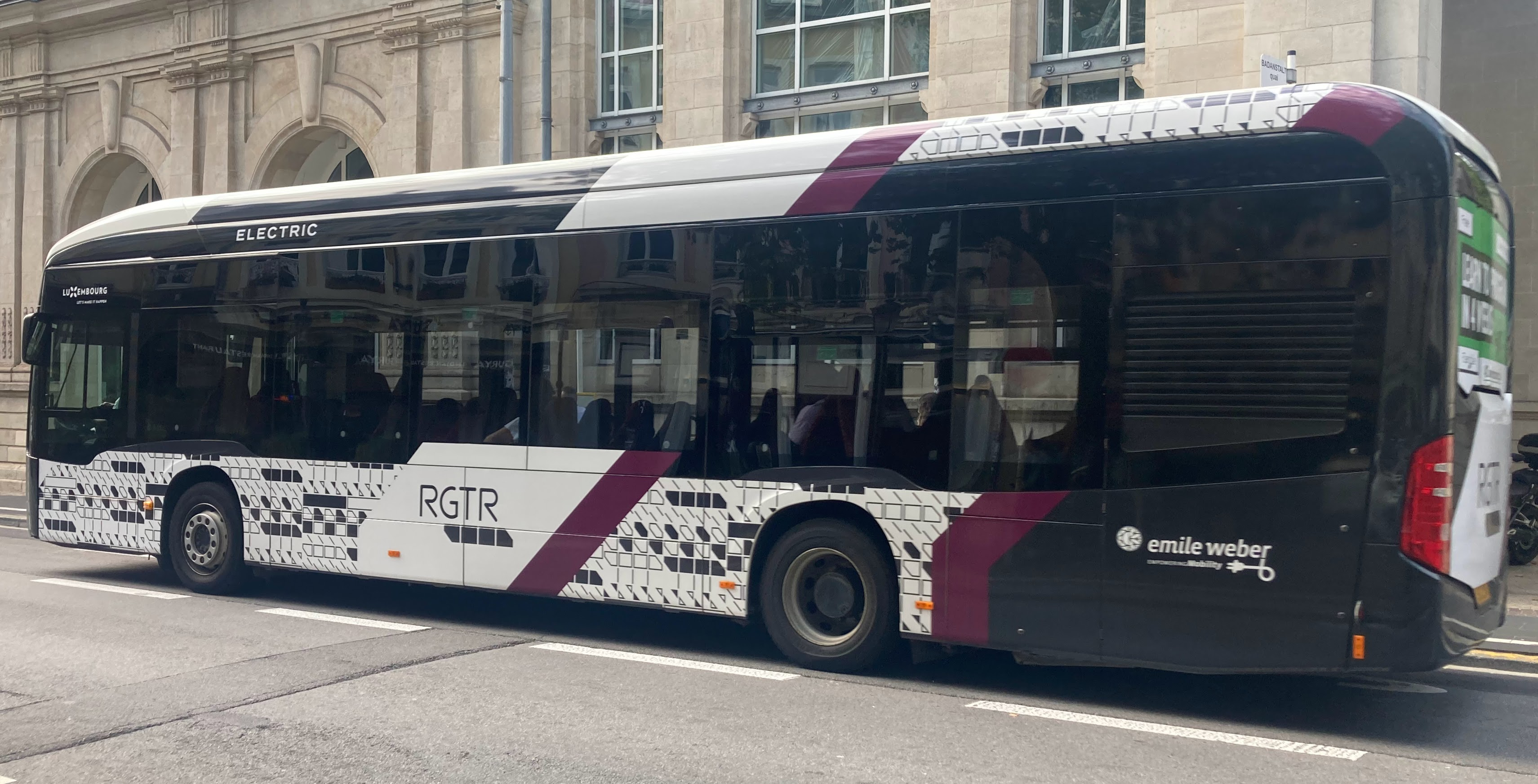
Livrée RGTR sur un autobus de Voyages Emile Weber, bande bordeaux
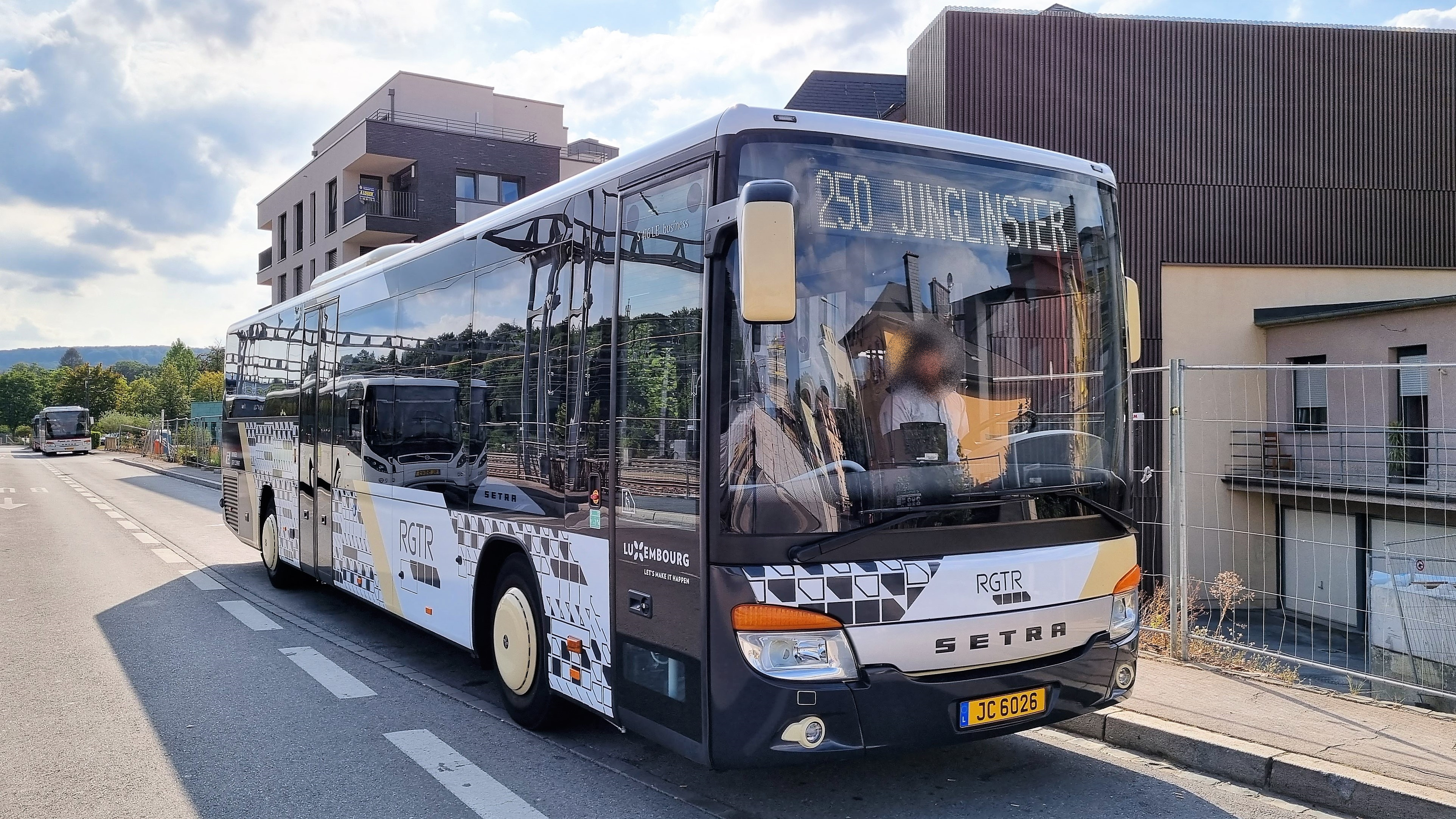
Livrée RGTR sur un autocar de Voyages Josy Clement, bande beige
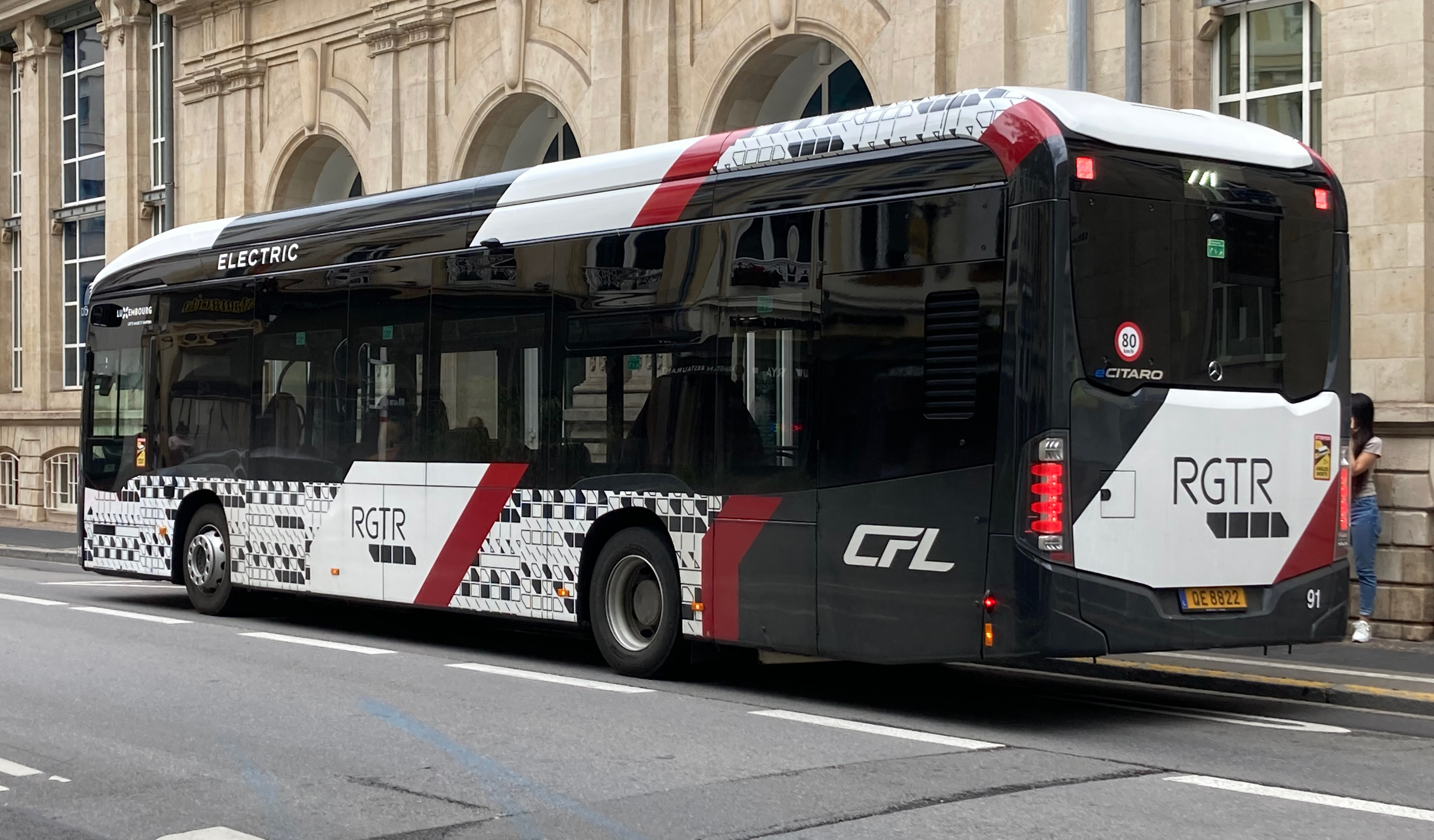
Livrée RGTR sur un autobus des CFL, bande rouge

### Matériel roulant
La diversité des transporteurs et des lignes font que les véhicules engagés sont d'une grande variété : autobus de différentes longueur, allant du minibus ou du véhicule dit de moyenne capacité, du standard de 12 m de long à l'articulé de 18 m de long et autocars pour les lignes régionales en milieu rural. D'autre part, certaines lignes transfrontalières en provenance de l'Allemagne et de la France sont exploitées à l'aide d'autocars à double étage, afin de répondre à un fort trafic aux heures de pointe. En 2016, plus de 900 véhicules sont engagés sur le réseau par les transporteurs privés, plus les 67 véhicules des CFL.

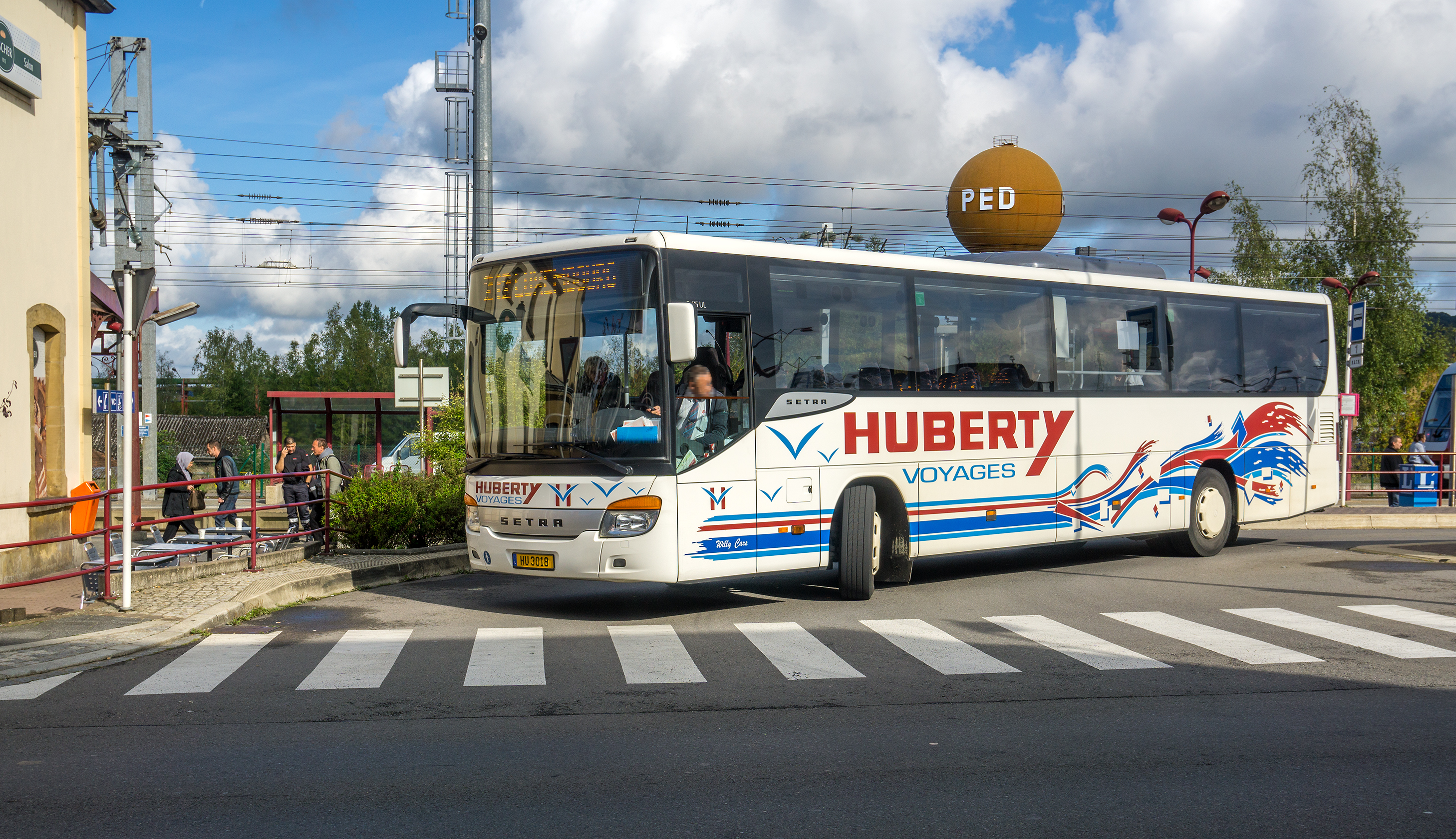
Un autocar Setra S415 UL de Huberty Voyages à la gare de Rodange.
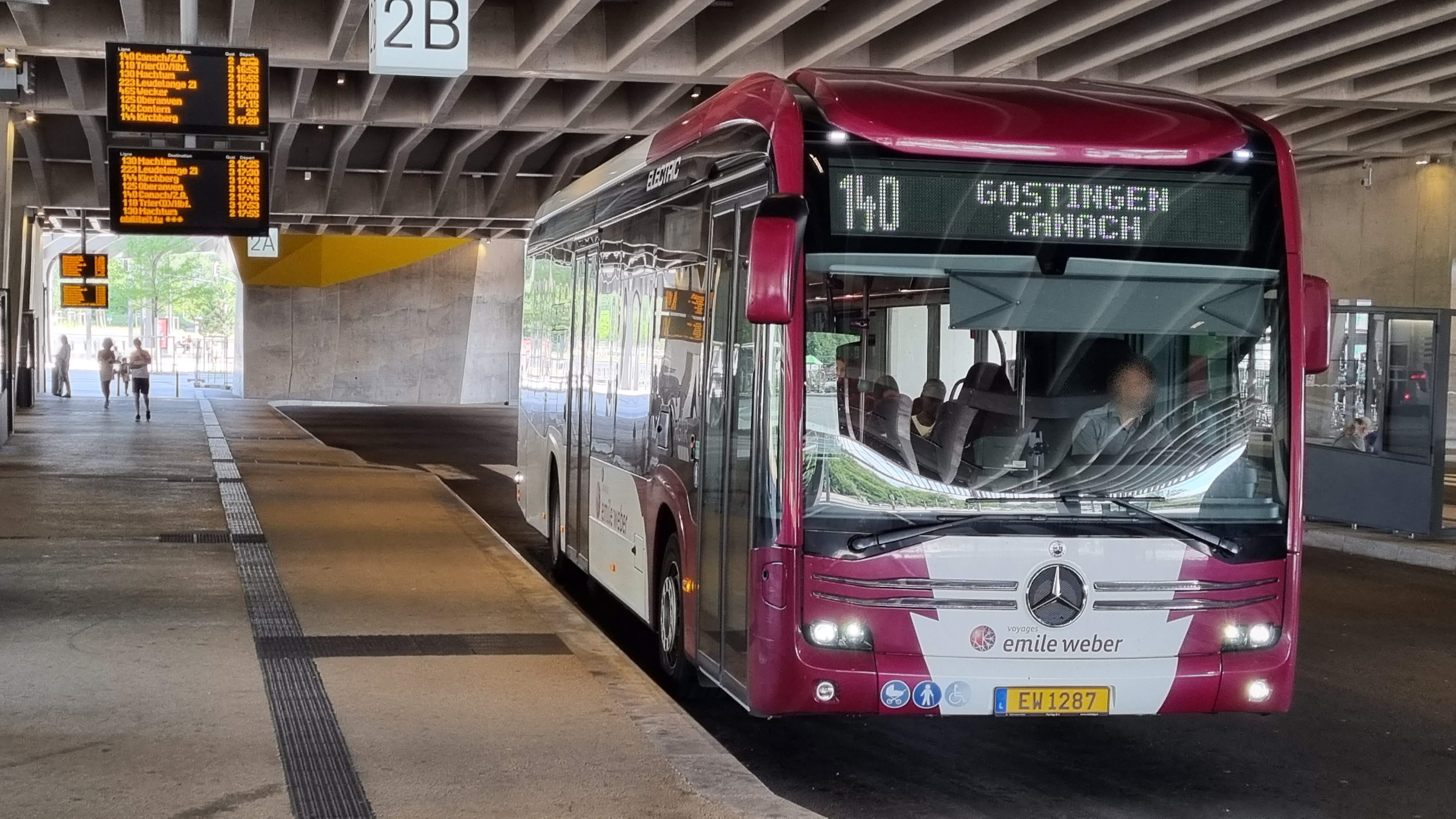
Un autobus électrique de 12 m de long Mercedes-Benz eCitaro des Voyages Émile Weber à Luxembourg.
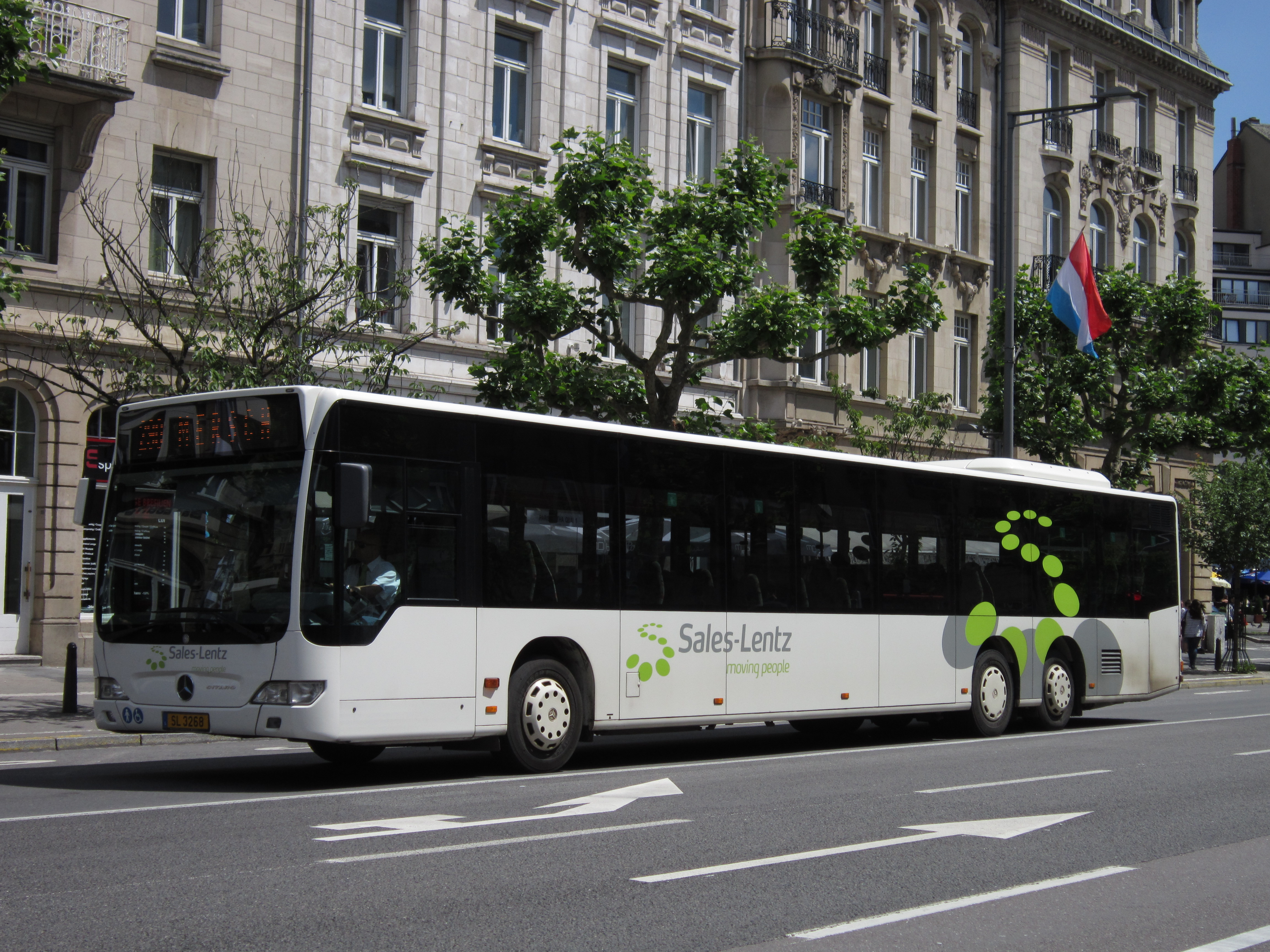
Un autobus de 15 m de long Mercedes-Benz Citaro L de Sales-Lentz à Luxembourg.
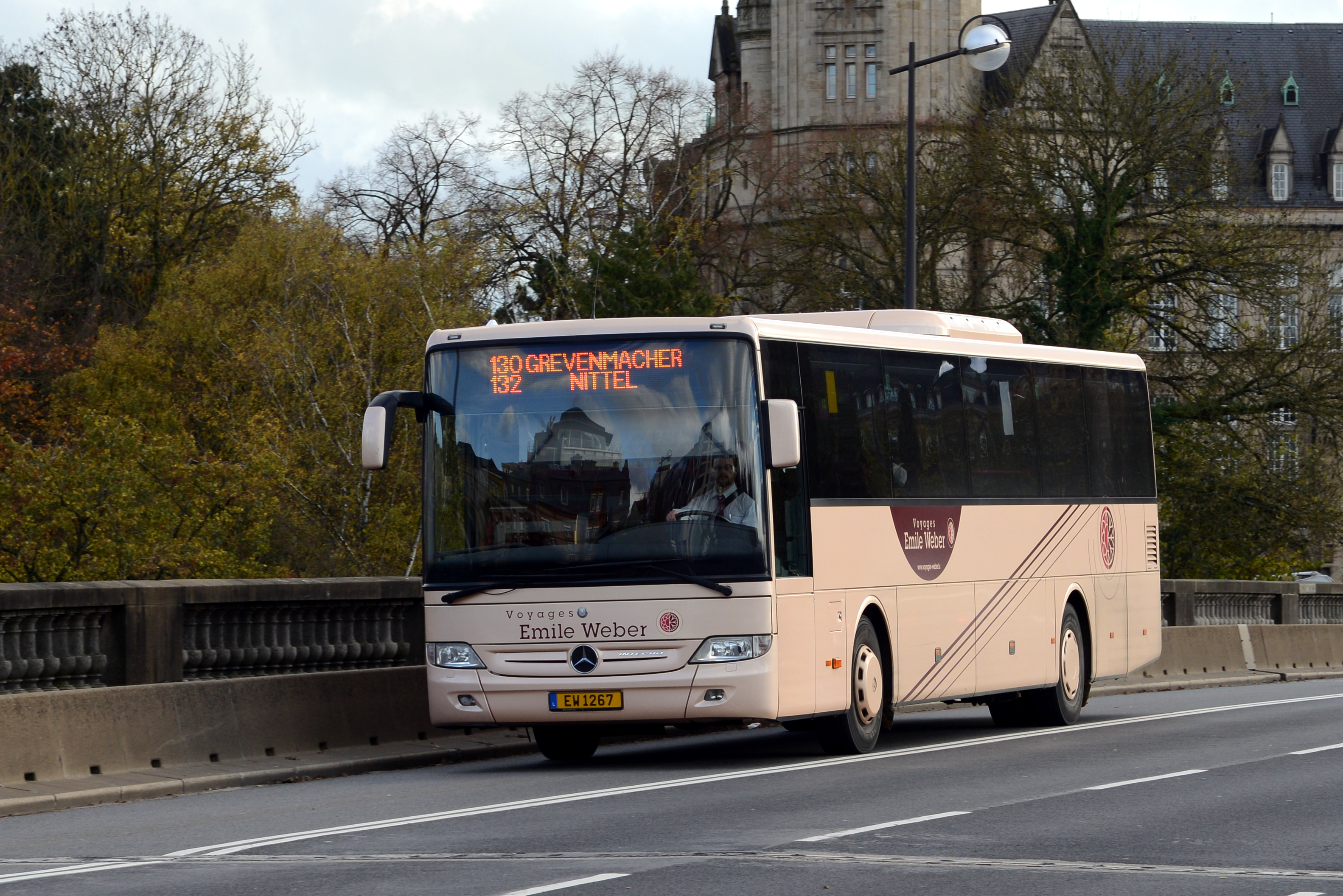
Un autocar Mercedes-Benz Integro des Voyages Émile Weber à Luxembourg.
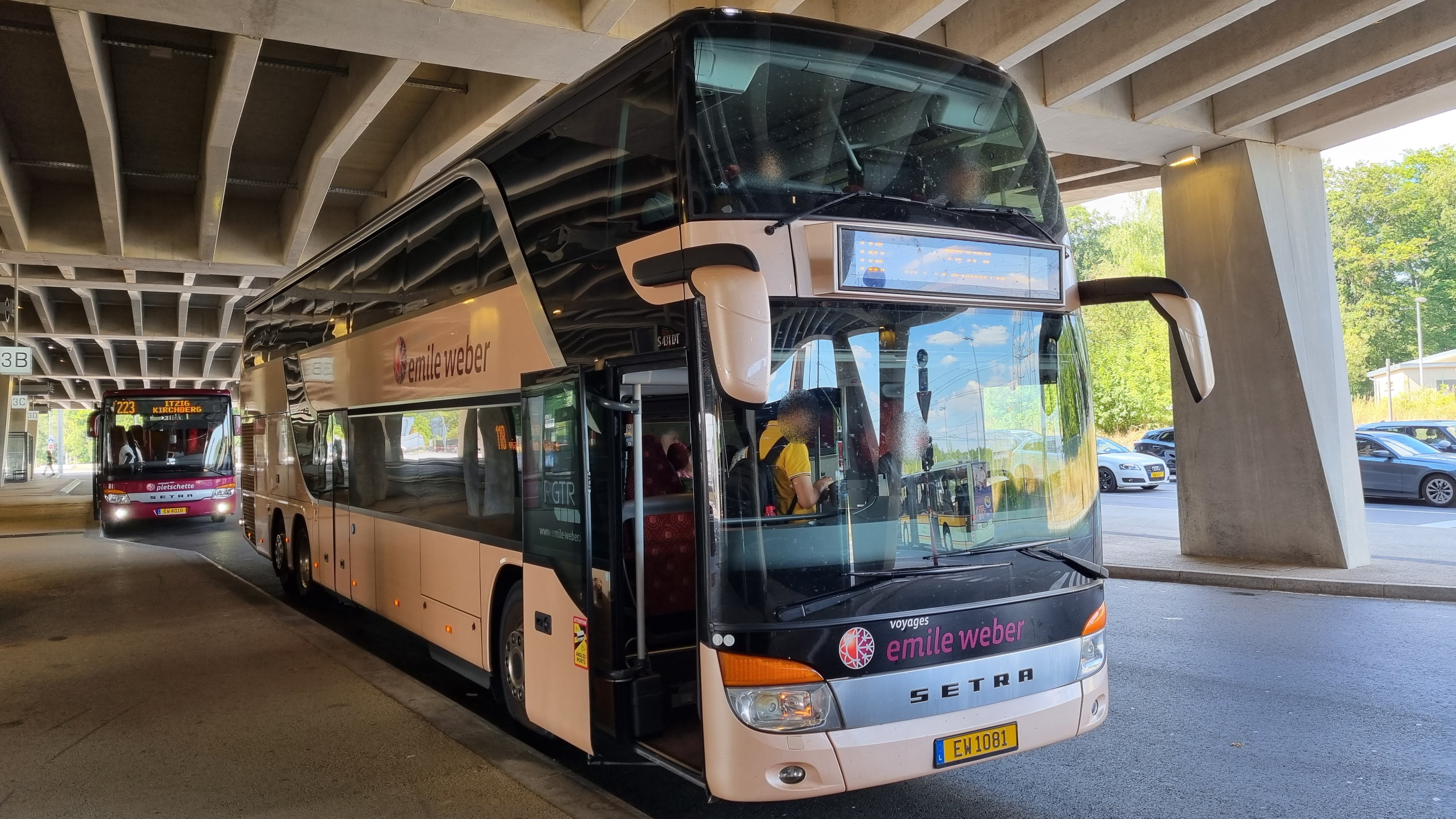
Un autocar à deux étages Setra S431 DT des Voyages Émile Weber à Luxembourg.
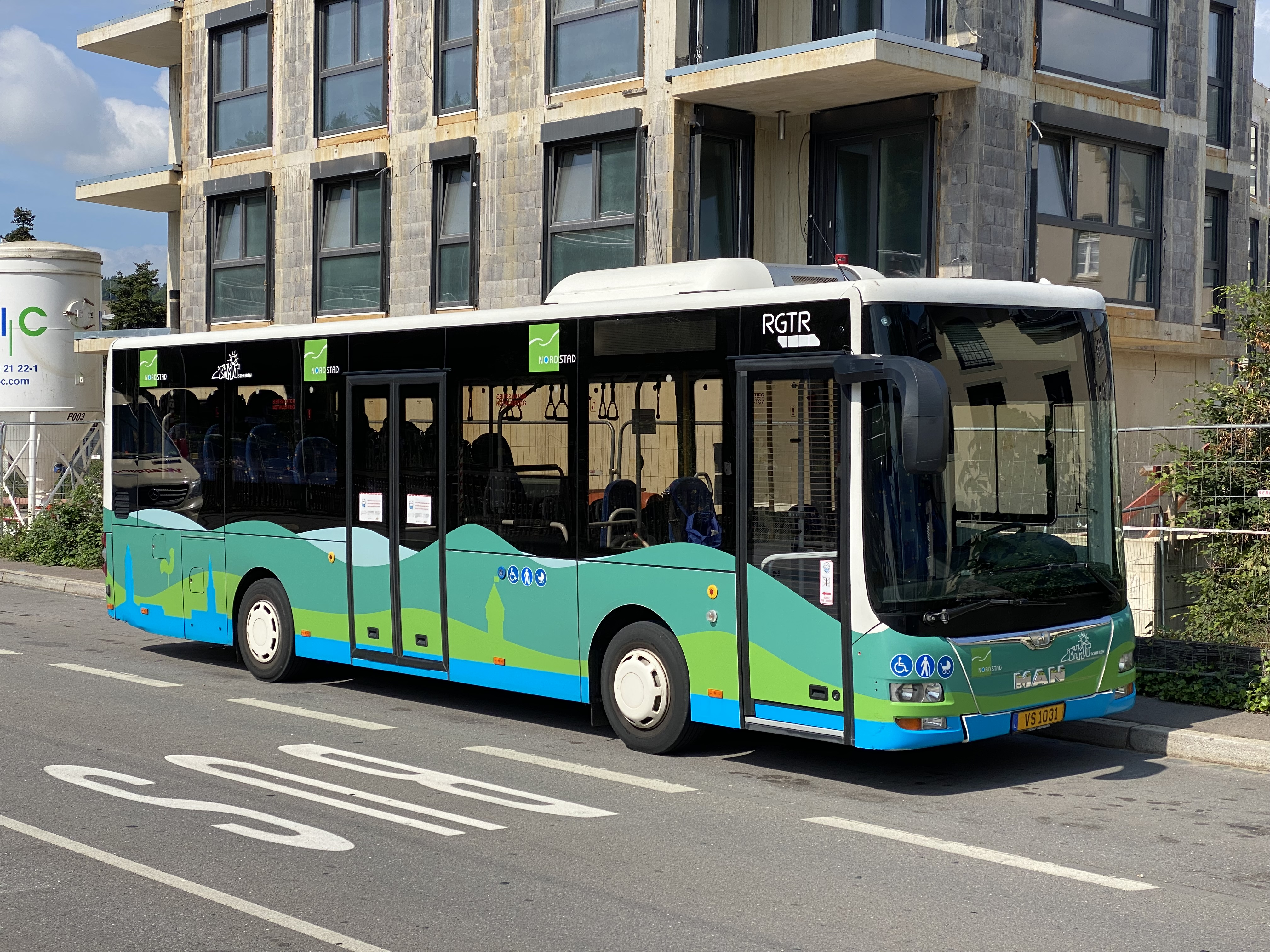
Un MAN Lion's City M avec la livrée spécifique des lignes Nordstadbus.

### Tarification et financement

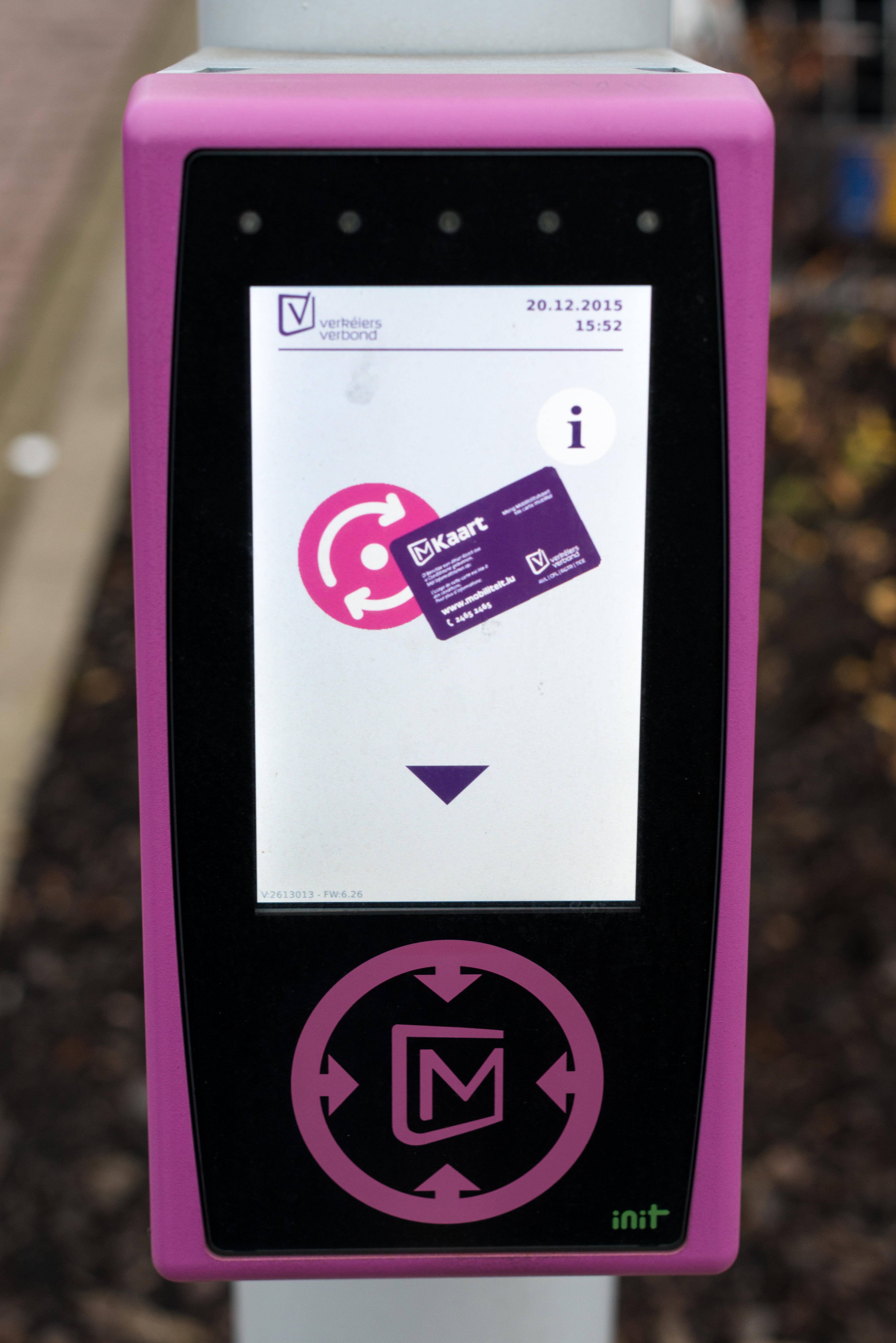
Valideur mKaart utilisé pour les titres « RegioZone ».

Depuis le 29 février 2020, l'ensemble des réseaux de transport coordonnés par l'État, dont fait partie le RGTR, est gratuit, à l'exception des trajets transfrontaliers qui restent payant à travers la tarification « RegioZone ».
Avant cette date, la tarification des lignes était identique sur les cinq réseaux de transport en commun du pays depuis le 1er janvier 1991 : CFL, Luxtram, RGTR, AVL et TICE.
Le financement du fonctionnement des lignes (entretien, matériel et charges de personnel) est assuré par les transporteurs. Le manque à gagner induit initialement par le faible coût des titres de transport puis par la gratuité instaurée en mars 2020 est compensé par l'autorité organisatrice, l'État luxembourgeois. Il définit les conditions générales d'exploitation ainsi que la durée et la fréquence des services sur proposition de l'administration des transports publics du ministère de la Mobilité et des Travaux publics. Le coût de fonctionnement annuel pour l'État est de 237,6 millions d'euros.